# パンサー柳田
パンサー 柳田（-やなぎだ、1976年5月29日 - ）は、日本の元プロボクサー。本名は柳田 義之（やなぎだ よしゆき）。
元OPBF東洋太平洋フェザー級チャンピオンで、現役時代は福岡帝拳ボクシングジムに所属していた。
福岡県福岡市出身。

## 来歴
- 西軍代表フェザー級新人王決定戦、全日本フェザー級新人王決定戦、日本タイトル戦の2試合以外をすべて福岡県で行った。
- 1994年10月16日、デビュー戦をフェザー級で梅岡良太に4R判定敗で黒星スタート。
- 1997年2月15日、石井広三らを下し西軍代表フェザー級新人王として7連勝で、後楽園ホールにて東日本新人王小澤将司との試合。1RKOで勝利し新人王となり技能賞を獲得する。
- 1998年12月14日、杉田竜平が網膜剥離のため返上し空位の日本スーパーフェザー級王座決定戦に後楽園ホールで出場。コウジ有沢に10R判定で敗れ戴冠ならず12連勝でストップ、2敗目となる。
- 1999年7月12日、コウジ有沢の防衛2戦目の相手に選ばれ後楽園ホールでの試合。7RKO負を喫し初の連敗およびKO負となる。
- 2000年12月23日、2連勝でトニー・ウィービー（オーストラリア）の持つOPBF東洋太平洋フェザー級王座に福岡市のZepp Fukuokaで挑戦。12R判定で勝利しタイトル奪取に成功。
- 2001年6月9日、メメス・サプトラ（インドネシア）との防衛戦をZepp Fukuokaで行い9RKOで下し防衛に成功。世界戦の挑戦予定のため8月15日にタイトルを返上。
- 2003年3月16日、3連勝でWBC世界15位として日本スーパーフェザー級7位下田賀彦との試合をZepp Fukuokaで行う。BEST GLOVE（福岡放送）で放映されたこの試合を10R判定で勝利するも、その後元から患っていた右拳の怪我が悪化し引退。
- 生涯戦績は24戦21勝(16KO)3敗